# إيفانز باول
إيفانز باول (بالفرنسية: Evans Paul)‏ هو صحفي وسياسي هايتي، ولد في 25 نوفمبر 1955 في بورت أو برانس في هايتي. حزبياً، نشط في التحالف الديمقراطي ‏. وقد انتخب رئيس وزراء هايتي (16 يناير 2015 – 26 فبراير 2016).